# Хаусдорф, Феликс
Фе́ликс Хаусдо́рф (нем. Felix Hausdorff, 8 ноября 1868, Бреслау — 26 января 1942, Бонн) — немецкий математик, один из основоположников современной топологии.

## Биография
Родился в Бреслау в еврейской купеческой семье. В 1870 году его отец Луис Хаусдорф (1843—1896) перевёз семью в Лейпциг, где он был вовлечён в текстильное производство, а также опубликовал несколько трактатов и талмудических комментариев. Мать будущего математика, Хедвига Тайц (1848—1903), происходила из познаньского купеческого семейства.
Окончил Лейпцигский университет (1891). Стал профессором этого университета, позже был профессором университетов в Грейфсвальде и Бонне.
В 1935 году был отстранён от преподавательской деятельности как еврей, что было оформлено как отставка в звании почётного профессора.
В 1942 году, перед отправкой его и его семьи в нацистский концлагерь, покончил с собой вместе с женой и её сестрой, приняв смертельную дозу барбитала.

## Научная деятельность
Ввёл и впервые исследовал важные топологические понятия
хаусдорфова пространства (1914),
топологического предела,
частично упорядоченного множества,
а также хаусдорфовой размерности (1919).
Также определил метрику Хаусдорфа (1914).
Внёс также большой вклад в теорию множеств, функциональный анализ, теорию топологических групп и теорию чисел.
Выступал также как писатель под псевдонимом Поль Монгре (Paul Mongré).

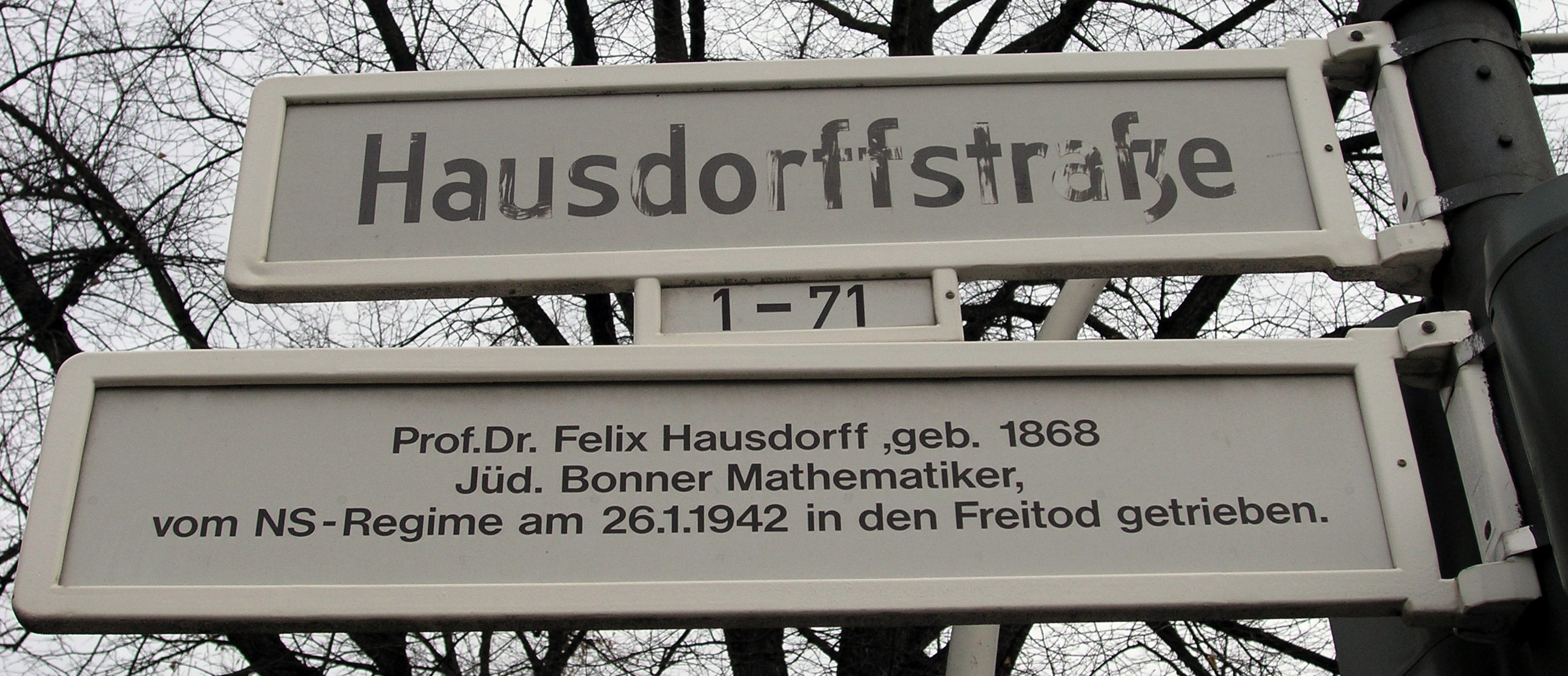
Улица Хаусдорф-штрассе в Бонне

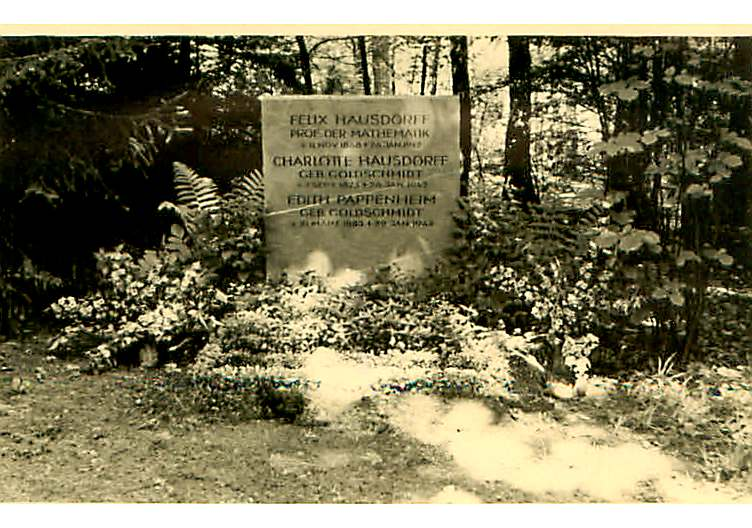
Могила семьи Хаусдорф в Бонне

## Математические термины, получившие имя Хаусдорфа
- Теорема (парадокс) Хаусдорфа
- Хаусдорфово пространство
- Метрика Хаусдорфа
- Размерность Хаусдорфа
- Теорема Хаусдорфа (о компактности)

## Труды
- Hausdorff, F. Grundzüge der Mengenlehre. Leipzig: von Veit, 1914.
  - Русский перевод: Хаусдорф Ф. Теория множеств. М. — Л., 1937.
- Felix Hausdorff: Nachgelassene Schriften", Bd. 1.2., Stuttgart 1969.
- Felix Hausdorff — Gesammelte Werke. Bd I—IX. Springer-Verlag Berlin Heidelberg, 2001, 2002 etc.